# 友近ゆりやんの時間
『友近ゆりやんの時間』（ともちかゆりやんのじかん）とは、2020年4月13日未明（4月12日深夜）から6月29日（6月28日深夜）まで日本テレビで放送された番組である。月曜1:40 - 1:55（日曜深夜）に放送。

## 出演者
- 友近
- ゆりやんレトリィバァ

## スタッフ
- 企画・演出・プロデューサー：笠原大輔
- チーフプロデューサー：瓜生健
- 製作著作：日本テレビ